# كليف آفريل
كليف آفريل (بالإنجليزية: Cliff Avril)‏ هو لاعب كرة قدم أمريكية أمريكي، ولد في 8 أبريل 1986 في جاكسونفيل في الولايات المتحدة.

## وصلات خارجية
- كليف آفريل على موقع مرجع كرة القدم المحترفة.كوم (الإنجليزية)